# Riccardo Goi
Riccardo Goi (ur. 24 sierpnia 1992 w Viadanie) – włoski siatkarz, grający na pozycji libero.

## Sukcesy klubowe
Puchar Challenge:
- 2018[5]